# Switch (album d'INXS)
Pour les articles homonymes, voir Switch.
Switch est le onzième album studio d'INXS sorti en 2005 et le premier avec le chanteur J.D. Fortune (en), qui remplace Michael Hutchence, décédé en 1997.

## Tracks
1. Devil's Party (Andrew Farriss, J. D. Fortune) – 3:25
2. Pretty Vegas (Music: A. Farriss; Lyrics: Fortune, Marty Casey, Jordis Unga) – 3:25
3. Afterglow (A. Farriss, Desmond Child) – 4:08
4. Hot Girls (A. Farriss, Guy Chambers, The Matrix) – 3:30
5. Perfect Strangers (Garry Gary Beers, Tony Bruno, The Matrix, Shelly Peiken) – 4:12
6. Remember Who's Your Man (A. Farriss, Gregg Alexander, Annie Roboff) – 3:28
7. Hungry (A. Farriss) – 4:47
8. Never Let You Go (Jon Farriss, Fortune) – 4:18
9. Like It or Not (Kirk Pengilly, Hughie Murray) – 3:44
10. Us (A. Farriss, Chambers) – 4:07
11. God's Top Ten (A. Farriss) – 4:54